# Gustav Bumcke
Gustav Bumcke (* 18. Juli 1876 in Berlin; † 4. Juli 1963 in Kleinmachnow) war ein deutscher Komponist und Gründer des ersten deutschen Saxophon-Orchesters.

## Leben
Bumcke nahm nach dem Besuch der Oberrealschule und anschließenden kaufmännischen Lehrjahren Unterricht in Komposition bei Gustav Kulenkampff, Max Bruch und Engelbert Humperdinck, Klavier bei Hugo Rüdel und Otto Neitzel sowie Trompete bei Julius Kosleck. 1900 bis 1902 war er Theaterkapellmeister in Konstanz, Heilbronn und Bayreuth. 1902 lernte er auf einer Reise nach Paris den Sohn von Adolphe Sax kennen. Bumcke brachte acht Saxophone (Instrumente mit dem „schönen, edlen Klang“) in allen Größen mit nach Berlin und widmete seither seine ganze Schaffenskraft dem klassischen Saxophon in Deutschland.
Von 1903 bis 1936 lehrte er am Stern’schen Konservatorium in Berlin Musiktheorie, Harmonie und Komposition. Aus Mangel an guten Saxophonisten spielte Bumcke viele seiner Kompositionen selbst und gründete im Jahr 1927 am Stern’schen Konservatorium, später dann am Klindworth-Scharwenka-Konservatorium eine eigene Saxophon-Klasse, aus der besonders Bumckes Tochter Hilde unter ihrem Künstlernamen Ingrid Larssen als deutsche Saxophonistin berühmt wurde. 1933 versöhnte er die nationalsozialistischen Kulturpolitiker mit dem Instrument Saxophon, das weiterhin in deutschen Tanzorchestern eingesetzt werden konnte.
Zusammen mit Sigurd Rascher gilt Gustav Bumcke in der Fachwelt als Pionier des klassischen Saxophons in Deutschland.

## Werk
Für den Musiker, Pädagogen und Saxophonisten Bumcke war das Saxophon kein Jazzinstrument, sondern ein Instrument, das für ihn in der Kammermusik die optimale klangliche Verbindung von Holz- und Blechblasinstrumenten darstellte – ganz im Sinne seines Erfinders Adolphe Sax. Bereits 1902 setzte er das Saxophon in seiner Großen Symphonie Es-Dur, Op. 15 ein. Es folgen mehr als vierzig Kompositionen für Saxophon in allen Gattungen der Instrumentalmusik – von der Sonate über das Quartett bis hin zum Konzert für Saxophon und Orchester. 1926 veröffentlichte Bumcke mit seiner „Saxophon-Schule“ die erste deutschsprachige Methodik. Dazu passend verfasste er auch eine fünfbändige Reihe von Saxophon-Etüden (Op. 43).
Ende der 1920er-Jahre gründete er das erste deutsche Saxophon-Orchester, bestehend aus einem Sopranino, zwei Sopransaxophonen, sieben Altsaxophonen, drei Tenorsaxophonen, einem Baritonsaxophon und einem Basssaxophon. Ab 1932 trat Gustav Bumcke mit seinem Saxophon-Quartett in der Besetzung mit Emil Manz (Altsaxophon), Ingrid Larssen (Altsaxophon), Carl Petzelt (Tenorsaxophon) in Erscheinung. Bumcke selbst spielte in dem Quartett Baritonsaxophon. Das Berlin Saxophon Quartett wurde schon bald zum Bestandteil des Berliner Konzertlebens.
Von 1950 bis 1955 war Bumcke Dozent für Musiktheorie an der Deutschen Hochschule für Musik in Ostberlin.

## Nachlass
Rechtsnachfolger Gustav Bumckes ist der Berliner Verlag Ries & Erler, der sämtliche Notenhandschriften und -drucke sowie Manuskripte und Werkverzeichnisse dem Archiv der Akademie der Künste (Berlin) übergeben hat. Der Nachlass Gustav Bumckes wurde dort katalogisiert und ist seitdem der Öffentlichkeit zugänglich.

## Schriften
- Saxophon-Schule. Anton J. Benjamin, Leipzig, 1926
- Das Saxofon als Orchesterinstrument. In: Musik und Gesellschaft, 8, Henschelverlag, Berlin 1960, S. 478–479